# Nekrolog 1501
Nekrolog
◄◄
| ◄
| 1497
| 1498
| 1499
| 1500
| 1501 | 1502 | 1503 | 1504 | 1505 | ► | ►►
Weitere Ereignisse | Allgemeiner Nekrolog 1501
Die Beschreibung der verstorbenen Person sollte so kurz wie möglich gehalten sein und nur deren signifikante Tätigkeit(en) enthalten.
Neue Namen ggf. auch unter dem Geburts- und Sterbedatum, also etwa unter 1. Januar und im Geburts- und Sterbejahr (2024) eintragen (nur bei entsprechender großer Wichtigkeit). Für Beispiele siehe die schon vorhandenen Artikel.
Außerdem über die fünf zuletzt Verstorbenen, zu denen es einen ausreichend guten Artikel für eine Präsentation auf der Hauptseite gibt, nach der todesbedingten Überarbeitung der Artikel ggf. auch unter Wikipedia Diskussion:Hauptseite informieren und sie am besten auch in den anderen Wikipedia-Sprachversionen eintragen. Tipp: Regelmäßig bei news.google.de nach „ist tot“, „gestorben“ oder „verstorben“ suchen.
Wenn eine Person gestorben ist, gibt es viele Seiten zu dieser Person in der Wikipedia, die davon auch betroffen sind und entsprechend aktualisiert werden müssen. Beispiele: Namenübersichtsseite, Geburtsjahr, Geburtsort-Seiten und viele mehr.
Wie finde ich die betroffenen Seiten?
Im Suchfeld auf der linken Seite gibt man den Suchbegriff so ein: „Vorname Nachname“. Dann klickt man auf Volltext und alle Seiten mit entsprechendem Suchtext werden aufgerufen. Hier sieht man dann schnell, wo auch das Todesjahr Sinn macht oder sogar ein Teil des Artikels angepasst werden muss. Auch hilft das „Werkzeug“ auf der linken Seite sehr gut, um solche Seiten aufzufinden: „Links auf diese Seite“. Somit ist die Wikipedia wieder aktuell in allen Bereichen! Hinweis: bei Eintragung der Kategorie „Gestorben JAHR“ wird der Missbrauchsfilter 49 ausgelöst, was jedoch nicht schlimm ist. Siehe: Spezial:Missbrauchsfilter/49
Dies ist eine Liste von im Jahr 1501 verstorbenen bekannten Persönlichkeiten. Die Einträge erfolgen innerhalb der einzelnen Daten alphabetisch sortiert. Tiere sind im Nekrolog für Tiere zu finden.

## Januar
| Tag        | Name                  | Beruf, bekannt als                                  | Alter | Beleg |
| ---------- | --------------------- | --------------------------------------------------- | ----- | ----- |
| 3. Januar  | Mir ʿAli Schir Nawāʾi | persischer Politiker, Bauherr, Dichter und Mystiker | 59    |       |
| 27. Januar | Thomas Langton        | englischer Priester                                 |       |       |
| Januar     | Adolf Greverade       | Kaufmann, Geistlicher, Humanist und Stifter         |       |       |

## Februar
| Tag         | Name                     | Beruf, bekannt als                     | Alter | Beleg |
| ----------- | ------------------------ | -------------------------------------- | ----- | ----- |
| 1. Februar  | Siegmund                 | Herzog von Bayern                      | 61    |       |
| 17. Februar | Stephan Plannck          | Drucker in Rom                         | 44    |       |
| 27. Februar | Dorothea von Hof         | Konstanzer Patrizierin und Schreiberin | 42    |       |
| Februar     | Adrian II. von Bubenberg | Schweizer Ritter                       |       |       |

## März
| Tag      | Name                           | Beruf, bekannt als           | Alter | Beleg |
| -------- | ------------------------------ | ---------------------------- | ----- | ----- |
| 26. März | Dietrich Basedow               | Ratsherr in Lübeck           |       |       |
| 28. März | Martin Prenninger              | deutscher Humanist           |       |       |
| 30. März | Heinrich III. Groß von Trockau | römisch-katholischer Bischof |       |       |

## April
| Tag       | Name                   | Beruf, bekannt als                                         | Alter | Beleg |
| --------- | ---------------------- | ---------------------------------------------------------- | ----- | ----- |
| 8. April  | Hermann von Wickede II | Lübecker Bürgermeister                                     |       |       |
| 22. April | Domenico della Rovere  | Kardinal der Katholischen Kirche                           |       |       |
| 28. April | Martin Merz            | Büchsenmeister und Mathematiker in kurpfälzischen Diensten |       |       |

## Mai
| Tag    | Name                   | Beruf, bekannt als                                          | Alter | Beleg |
| ------ | ---------------------- | ----------------------------------------------------------- | ----- | ----- |
| 8. Mai | Georg von Giech        | Dompropst im Bistum Würzburg                                |       |       |
| 8. Mai | Giovanni Battista Zeno | italienischer Geistlicher, Bischof von Vicenza und Kardinal |       |       |

## Juni
| Tag      | Name             | Beruf, bekannt als                | Alter | Beleg |
| -------- | ---------------- | --------------------------------- | ----- | ----- |
| 17. Juni | Johann I.        | polnischer König (1492–1501)      | 41    |       |
| 22. Juni | Ulrich Kreidweiß | Priester und Generalvikar in Köln |       |       |

## Juli
| Tag      | Name                  | Beruf, bekannt als                              | Alter | Beleg |
| -------- | --------------------- | ----------------------------------------------- | ----- | ----- |
| 5. Juli  | Cimburga von Baden    | Markgräfin von Baden                            | 51    |       |
| 11. Juli | Leonhard von Stainach | salzburgischer römisch-katholischer Geistlicher |       |       |
| 13. Juli | Margarete von Sachsen | Kurfürstin von Brandenburg                      |       |       |

## August
| Tag        | Name                     | Beruf, bekannt als                    | Alter | Beleg |
| ---------- | ------------------------ | ------------------------------------- | ----- | ----- |
| 5. August  | Juan López               | Kardinal der katholischen Kirche      |       |       |
| 10. August | Heinrich Quentell        | Buchdrucker                           |       |       |
| 15. August | Konstantinos Laskaris    | byzantinischer Gelehrter und Humanist |       |       |
| 15. August | Juliana Puricelli        | ambrosianische Nonne und Äbtissin     |       |       |
| 20. August | Otto II. von Königsmarck | Bischof von Havelberg                 |       |       |
| 27. August | Thomas Grote             | Bischof von Lübeck                    |       |       |
| 31. August | Johann Ferber            | deutscher Kaufmann                    | 71    |       |

## September
| Tag           | Name                               | Beruf, bekannt als                                                     | Alter | Beleg |
| ------------- | ---------------------------------- | ---------------------------------------------------------------------- | ----- | ----- |
| 20. September | Agostino Barbarigo                 | Doge von Venedig (1486–1501)                                           |       |       |
| 20. September | Thomas Grey, 1. Marquess of Dorset | englischer Adliger und Höfling                                         |       |       |
| 27. September | Lorenz Bokholt                     | deutscher Jurist, römisch-katholischer Geistlicher und Hochschullehrer |       |       |
| 28. September | Jean Cordier                       | niederländischer Tenorsänger                                           |       |       |

## Oktober
| Tag         | Name            | Beruf, bekannt als                                | Alter | Beleg |
| ----------- | --------------- | ------------------------------------------------- | ----- | ----- |
| 12. Oktober | Matteo Civitali | italienischer Bildhauer und Maler der Renaissance | 65    |       |

## November
| Tag          | Name                  | Beruf, bekannt als                     | Alter | Beleg |
| ------------ | --------------------- | -------------------------------------- | ----- | ----- |
| 6. November  | Giovanni della Rovere | Herr von Senigallia, Neffe Sixtus' IV. |       |       |
| 19. November | Amalia von Sachsen    | Herzogin von Bayern-Landshut           | 65    |       |
| November     | John Kendal           | englischer Ritter                      |       |       |

## Dezember
| Tag          | Name          | Beruf, bekannt als | Alter | Beleg |
| ------------ | ------------- | ------------------ | ----- | ----- |
| 30. Dezember | Konrad Stolle | Erfurter Chronist  |       |       |

## Datum unbekannt
| Tag | Name                         | Beruf, bekannt als                                                           | Alter | Beleg |
| --- | ---------------------------- | ---------------------------------------------------------------------------- | ----- | ----- |
|     | William Berkeley             | englischer Ritter                                                            |       |       |
|     | Guillaume Caoursin           | Autor, Chronist, Diplomat                                                    |       |       |
|     | Gaspar Corte-Real            | portugiesischer Seefahrer und jüngster Sohn von João Vaz Corte-Real          |       |       |
|     | Eberhard von Gemmingen       | Küchenmeister, Haushofmeister und Kammermeister bei Pfalzgraf Friedrich I.   |       |       |
|     | Walther von Gemmingen        | Abt im Kloster Selz                                                          |       |       |
|     | Francesco di Giorgio         | italienischer Architekt, Bildhauer und Maler                                 |       |       |
|     | Enwaldus Klene               | deutscher Hochschullehrer                                                    |       |       |
|     | Lorenz Luchsperger           | österreichischer Bildhauer                                                   |       |       |
|     | Margarete von Bayern         | Kurfürstin von der Pfalz                                                     |       |       |
|     | Jan Ostroróg                 | Wojewode von Posen, politischer Schriftsteller und Berater polnischer Könige |       |       |
|     | Peter von Koblenz            | mittelalterlicher Baumeister                                                 |       |       |
|     | Francesco di Giorgio Martini | italienischer Architekt, Bildhauer und Maler                                 |       |       |
|     | Peter Rinck                  | Jurist und Rektor im Köln des Spätmittelalters                               |       |       |
|     | Johannes Schradin            | katholischer Priester, Benediktiner und Abt des Klosters Murrhardt           |       |       |
|     | Somphu                       | König von Lan Chang                                                          |       |       |
|     | Ludeke von Thünen            | Kaufmann und Bürgermeister der Hansestadt Lübeck                             |       |       |